# Carapelle Calvisio
Carapelle Calvisio är en ort och kommun i provinsen L'Aquila i regionen Abruzzo i Italien. Kommunen hade 85 invånare (2018).